# Світанок (льодова арена)
Льодова арена «Світанок» — крита ковзанка у селі Ковалівка Васильківського району Київської області України.

## Історія
Будівництво Льодова арена «Світанок» було розпочато у 2012 році з ініціативи президент ФК «Колос» Андрія Засухи, за сприяння народного депутата України попередніх скликань, Героя України Тетяни Засухи. 
30 жовтня 2016 року відбулося відкриття Льодової Арени «Світанок».
У 2017 році в Ковалівці було створено ХК «Колос», на основі ХК «Коледж» (Київ). Команда планує з сезону 2018-2019 взяти участь в Юніорській лізі Чемпіонату України.
Хокейний клуб «Броварські вовки» розглядав Льодову арену «Світанок» як домашній майданчик під час виступів в Українській Хокейній Лізі.

## Інфраструктура
Льодова арена «Світанок», розташована на території Навчально-Виховного Комплексу «Ковалівська гімназія». Ковзанка має площу 2400 м², льодовий майданчик — 1450 м². 
Приміщення ковзанки оснащено протипожежною сигналізацією, сучасною системою вентиляції та освітленням. 
Всередині Льодової арени «Світанок» є роздягальні, медичний пункт, буфет, кімнати відпочинку. Працюють секції з хокею, фігурного катання.